# Geuldalloop
De Geuldalloop is een hardloopwedstrijd die sinds 1985 in Berg en Terblijt georganiseerd wordt. 

## Organisatie
De organisatie van de Geuldalloop is in handen van VV Berg.

## Parcours
Het parcours van de Geuldalloop is 10,8 km lang en loop met veel hoogteverschillen door de bossen en heuvels van het Geuldal.